# Lễ khánh thành Torah

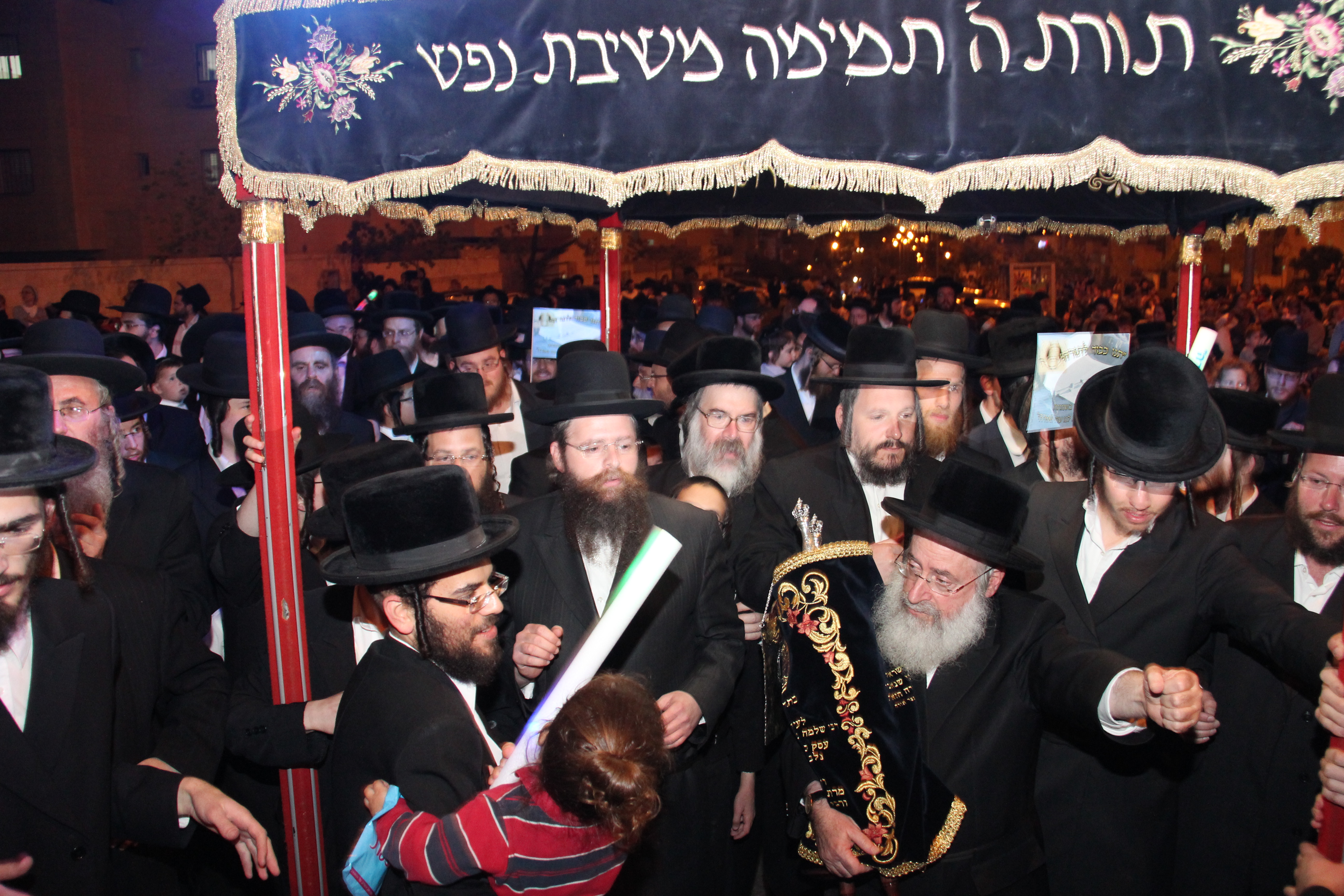
Cộng đồng người do thái khiêng vác kinh kệ Torah ở ngoài đường khu phố Beitar Illit

Lễ Khánh Thành Torah (tiếng Hebrew: הכנסת ספר תורה , Hachnasat Sefer Torah; Ashkenazi: Hachnosas Sefer Torah) là một buổi lễ tôn giáo được tổ chức trong cộng đồng người do thái để đưa cuộn Torah vào trong giáo đường Do Thái, hoặc chủng viện do thái.
Tân cuộn Torah được bắt đầu bằng việc viết những chữ cái cuối cùng khi đang ở trong nhà của người dâng cúng biếu. Tất cả các cuộn kinh kệ Torah sau đó được phô ra ngoài trời kèm theo ca hát nhảy múa. Bên trong thánh điện, càng có thêm nhiều ca hát và nhảy múa, một buổi cầu nguyện ngắn, đặt cuộn giấy trong hòm Torah, và seudat mitzvah (bữa ăn lễ hội).

## Lý lịch

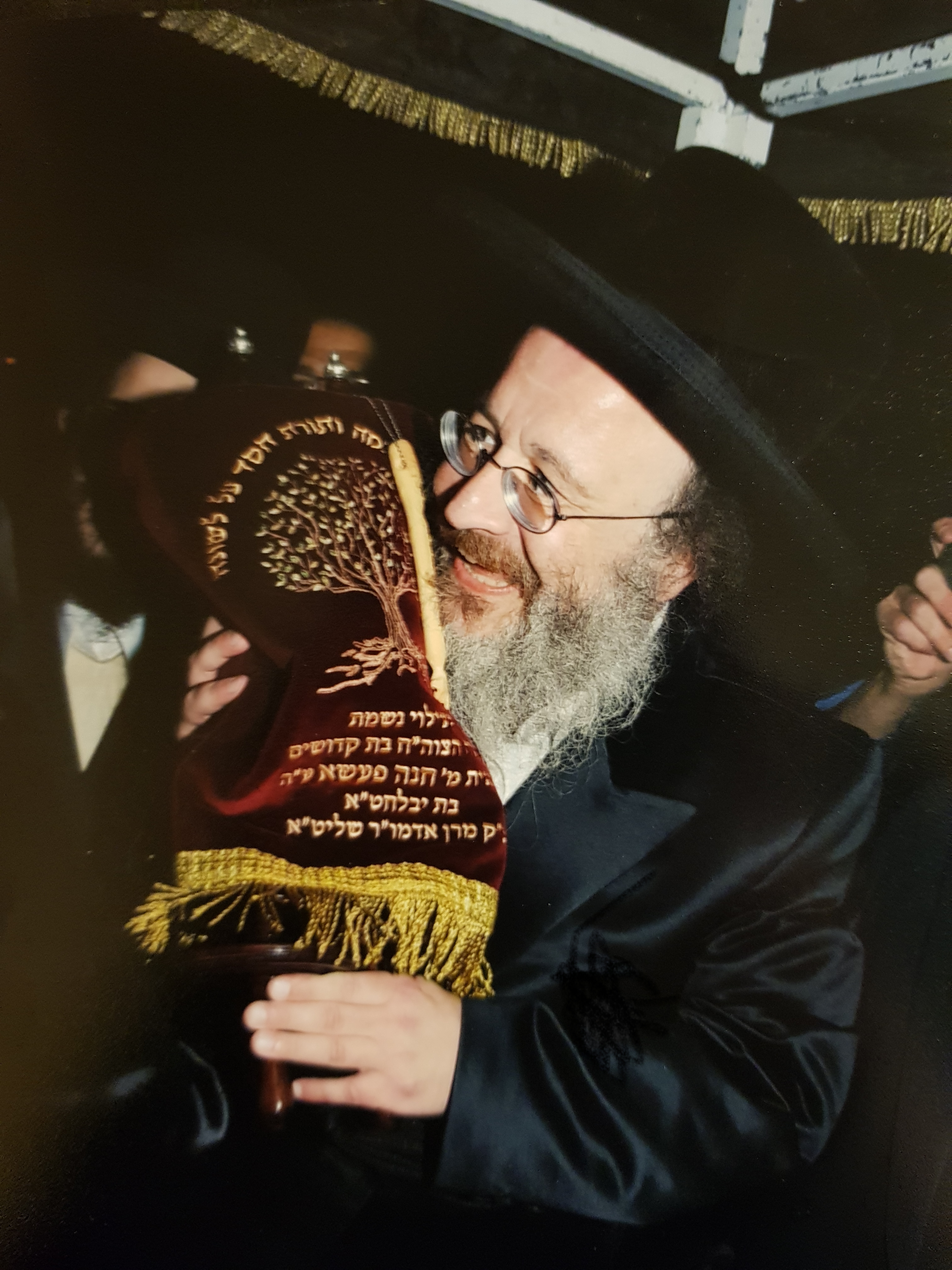
Sư phụ Ostrove Biala ôm kinh Torah trong buổi rước kiệu trong cộng đồng người do thái

Trong số 613 điều răn  của đạo Do Thái giáo thì người do thái phải viết cuộn kinh kệ Torah. Người do thái thực hiện mitzvah này bằng cách tự mình viết một cuộn, hoặc tự thân ghi chép hoàn toàn kinh Torah.
Các cuộn Torah thường được các cá nhân ủy thác để tưởng nhớ hoặc tôn vinh những người thân yêu;, một nhóm hoặc cộng đồng có thể tài trợ cho việc viết một cuộn sách Torah để tưởng nhớ một hoặc nhiều thành viên của họ, đặc biệt là những người đã ám sát vì là người Do Thái. Các cuộn Torah cũng có thể được thực hiện như một dự án gây quỹ cho các giáo đường Do Thái, các hội thánh và các tổ chức; các cá nhân "mua" các chữ cái, từ ngữ, câu thơ và chương để trang trải chi phí của cuộn sách.  Chi phí viết một cuộn Torah ước tính từ 30.000 đến 100.000 đô la Mỹ.
Cuộn Torah đã hoàn thành được sử dụng trong các buổi lễ cầu nguyện trong giáo đường Do Thái hoặc nơi tôn nghiêm khác, chẳng hạn ở trường cao đẳng giáo phái Do Thái, khuôn viên trường đại học, viện dưỡng lão, căn cứ quân sự hoặc các tổ chức khác. Torah cuộn được lấy ra và đọc từ bốn lần một tuần  - vào ngày Shabbos buổi sáng, buổi chiều, và Thứ Hai và Thứ Năm buổi sáng - và các ngày cúng như Yom Tov, Rosh Chodesh, và ngày chay tịnh của người Do Thái.

## Lịch sử
Việc hộ tống một cuộn Torah đến ngôi nhà mới có nguồn gốc từ sự kiện rước Hòm Giao ước đến Jerusalem, do Vua David dẫn đầu. Như được mô tả trong Sách Sa-mu-ên, sự kiện này được đánh dấu bằng việc khiêu vũ và chơi nhạc cụ. Cả kohanim và chính David đều "nhảy múa trước Hòm bia" hoặc "nhảy múa trước mặt Chúa". 
Lễ khánh thành được tổ chức cho các cuộn Torah mới và được khôi phục. Lễ này được tổ chức khi một giáo đường Do Thái chuyển đến một địa điểm mới,   hoặc khi các cuộn kinh thư được chuyển từ cơ sở này sang cơ sở khác. Ví dụ, vào năm 2008, các giáo dân của Đền Emanuel ở Bắc Jersey đã mang 15 cuộn sách Torah đến khu bảo tồn mới của họ ở Paterson trong một cuộc rước kiệu.

## Mô tả buổi lễ

### Viết những chữ cái cuối cùng

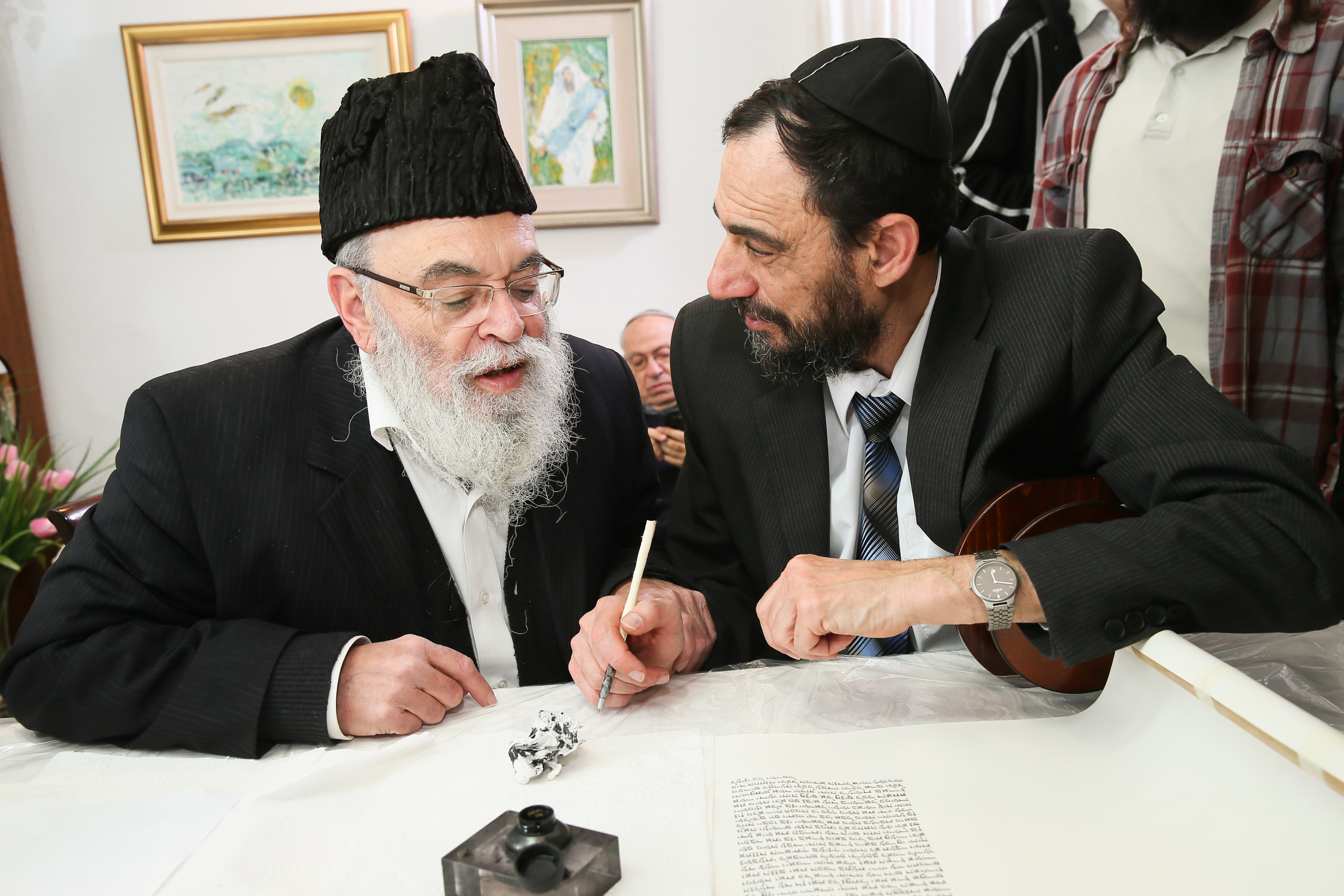
Người Do Thái viết những chữ cái cuối cùng trên kinh kệ Torah

Nếu cuộn Torah là một cuộn mới, sự kiện bắt đầu bằng một buổi lễ gọi là siyum haTorah (hoàn thành Torah) hoặc kesivas haosiyos (viết các chữ cái), trong đó các chữ cái cuối cùng ở cuối cuộn được viết bởi con ông cháu cha nhà giàu. Lễ này thường diễn ra tại nhà của người đóng góp tài chính để viết cuộn giấy. Cơ sở cho phong tục này dựa vào một giáo lý Talmudic rằng bất cứ ai sửa một chữ cái trong một cuộn Torah sẽ được phúc tài lộc an khang thịnh vượng giống như người đã bỏ nhiều công sức tỷ mỷ để viết toàn bộ một cuộn Torah. Những ai được chọn để viết một trong những chữ cái cuối cùng được coi là một vinh dự lớn lao.  Vì hầu hết đa số mọi người không phải là học giả ghi chép chuyên nghiệp, nhiều người ghi chép phác thảo trước những chữ cái cuối cùng để những người được vinh danh điền vào. 
Trong các cộng đồng người do thái Ashkenazi, cuộn Torah sau đó được phủ một tấm áo choàng và dây đep, được trang trí bằng vương miện và yad (con trỏ); trong các cộng đồng Sephardi, cuộn kinh thư được đặt trong một hộp gỗ hoặc bạc trang trí. Sau khi ngâm thánh thơ đáp ứng, cuộc rước kiệu bắt đầu.

### Rước kiệu ngoài trời

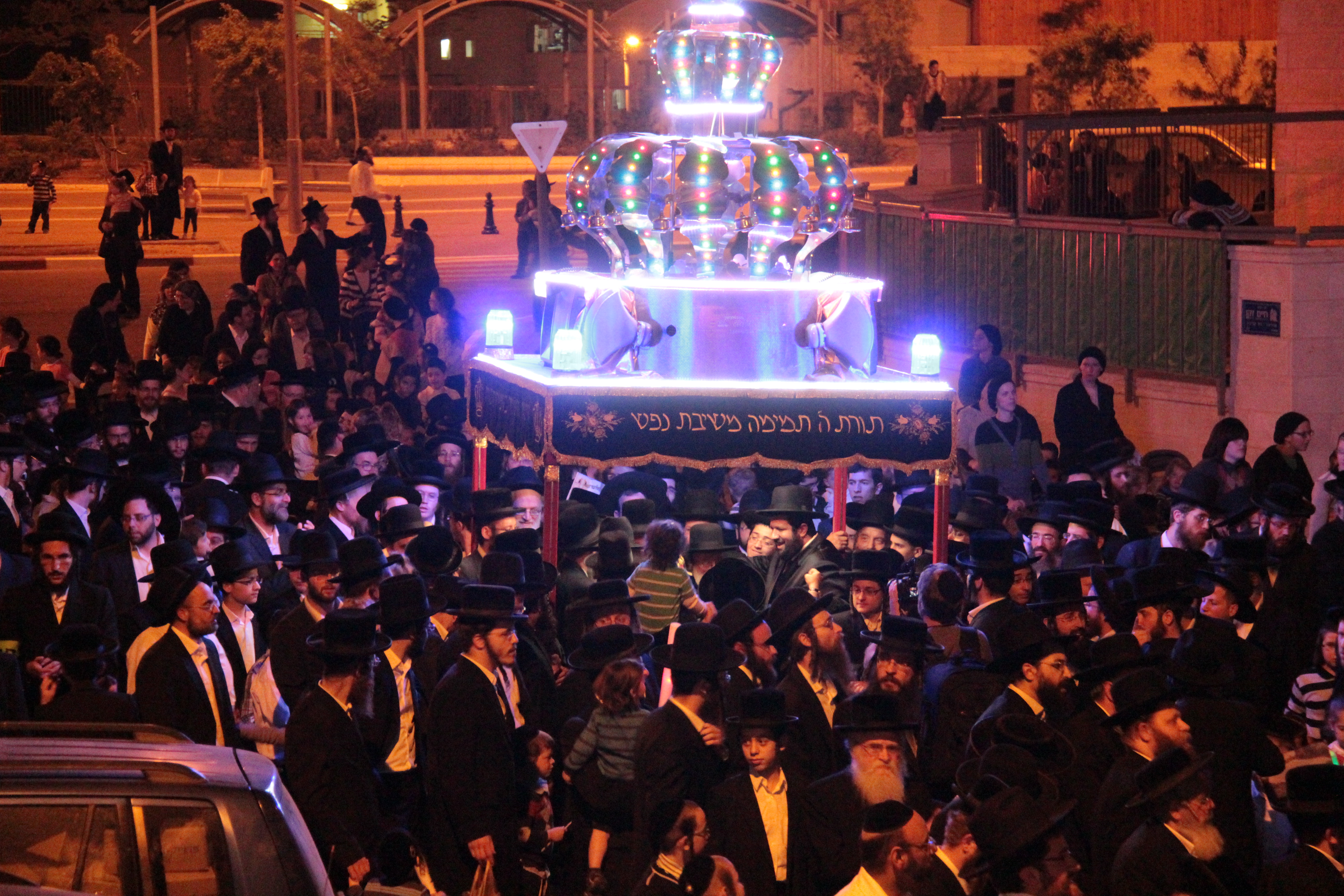
Người Do Thái rước kinh Torah ngoài trời ở thành phố Beitar Illit nhân danh sư phụ Weiss

Cuộn Torah được mang đến ngôi nhà mới qua việc rước kiệu ngoài trời với sự tham dự của đàn ông, phụ nữ và trẻ em.   Lễ rước có thể diễn ra vào ban ngày hoặc ban đêm. Sự kiện này có thể thu hút hàng trăm   và thậm chí hàng nghìn người tham gia.
Các cuộn kinh thư được cẩn thận khiêng vác dưới mái hiên vải chuppah vì "việc phục tùng kinh Torah được coi là tương tự như một cuộc hôn nhân với Thiên Chúa".   Chuppah có thể đơn giản như một cái chòi cao được hỗ trợ bởi bốn cột,  hoặc một tán nhung được hỗ trợ bởi các cột.
Những nhà mạnh thường quân, các thành viên trong gia đình, bạn bè và những người nhà hảo tâm khác thay phiên nhau mang cuộn sách Torah trong suốt cuộc rước.  Trẻ em trong độ tuổi đi học thường dẫn đầu đoàn rước với cờ, nến hoặc đuốc.  Tất cả các bạn nhỏ tham dự đều nhận được một túi goodie do mạnh thường quân tài trợ. 
Hát, múa và chơi các nhạc cụ truyền thống đi kèm với đám rước.      Ở Ý thời kỳ đầu hiện đại, những bài thơ đặc biệt đã được viết để vinh danh dịp này.  Một sáng tạo của thế kỷ 20, Xe tải Hachnasat Sefer Torah - đèn nhấp nháy thể thao, hệ thống âm thanh và vương miện Torah quá khổ trên nóc - có thể lái xe ở đầu đoàn rước.
Nếu đám rước được tổ chức trên các đường phố thành phố, người tổ chức phải có giấy phép diễu hành. Xe cảnh sát thường chặn đường diễu hành và tháp tùng những người đi đường khi họ di chuyển qua các đường phố. Một cuộc rước có thể mất một giờ hoặc hơn,  tùy thuộc vào tuyến đường được chọn.

### Bên trong thánh điện

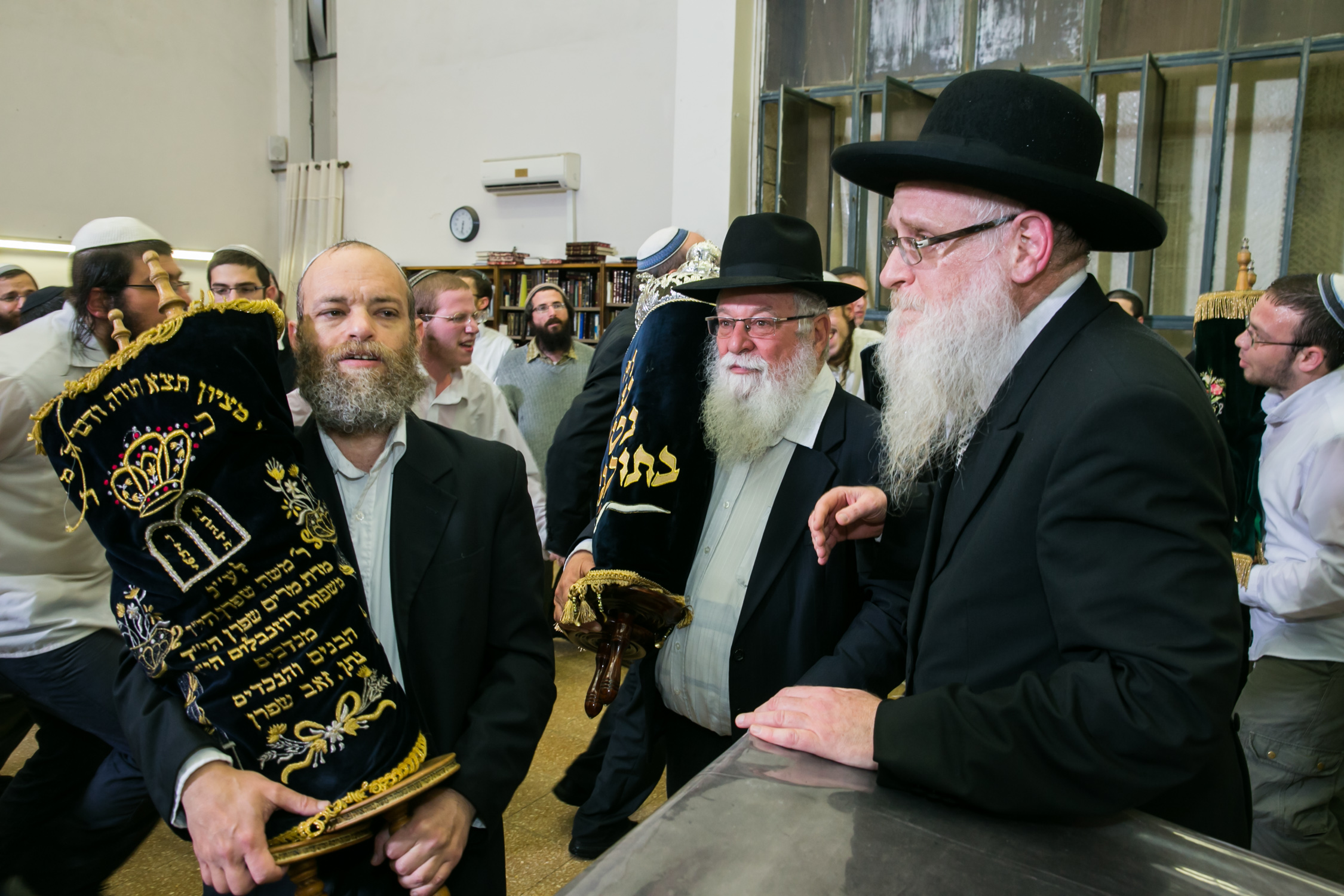
Người Do Thái làm lễ khánh thành Torah bên trong thánh điện

Khi đoàn rước đến gần nhà thờ Do Thái, đại chủng viện, hoặc điểm đến khác, các cuộn kinh thư Torah khác đã được đặt sẵn trong hòm của thánh điện được lấy ra và mang ra ngoài để "chào đón" cuộn kinh kệ mới; sau đó tất cả các cuộn được mang vào bên trong cùng nhau.
Bên trong thánh điện, những lời cầu nguyện cộng đồng được đọc theo phong cách của Lễ Ăn Mừng Kinh Thánh Torah, bắt đầu bằng lời cầu nguyện Atah hareisa. Sau đó, những người đàn ông và trẻ em đực tham dự nhảy bảy hakafot (vòng) xung quanh bàn của người đọc trong khi cầm tất cả các cuộn kinh kệ Torah, tương tự như lễ kỷ niệm của giáo đường Do Thái  của Lễ Ăn Mừng Kinh Thánh Torah.  Sau đó, các cuộn Torah thuộc về khu thánh điện được trả lại hòm và cuộn Torah mới được đặt trên bàn của người đọc. Mạnh thường quân nói lời chúc phúc Shehecheyanu, cả trên cuộn kinh mới và bộ quần áo mới mà anh ta mặc để vinh danh dịp này.  Một độc giả Torah đọc chương cuối cùng của Sách Phục truyền luật lệ ký (Deuteronomy 34:1–12) từ cuộn sách mới. Cuộn kinh kệ sau đó được đặt trong hòm giữa lúc có nhiều ca hát và nhảy múa hơn.  Xướng thánh ca sau đó đọc Psalm 24 với giai điệu truyền thống được hát vào ngày Rosh Hashana và Yom Kippur,  tiếp theo là phần ngâm thơ bổ sung, Aleinu, và Kaddish của Mourner. 

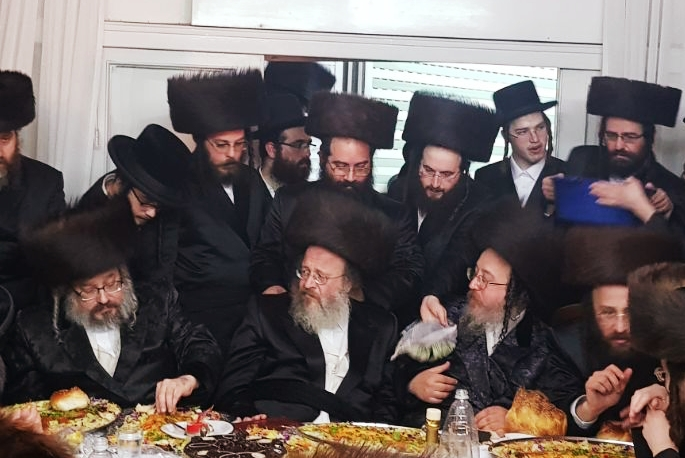
Người Do Thái ăn nhậu và thảo luận các chủ đề liên quan đến Torah

Mọi người tham dự sau đó ngồi xuống ăn nhậu seudat mitzvah, tại đó trưởng sư phụ của hội thánh và các học giả Torah khác thảo luận về các chủ đề liên quan đến tầm quan trọng của Torah, chẳng hạn như đánh giá nghiên cứu Torah, hỗ trợ các học giả và tổ chức Torah, và cuộc sống phong thái Torah. 